# Bernardino Spada
Bernardino Spada (Brisighella, 21 aprile 1594 – Roma, 10 novembre 1661) è stato un cardinale, arcivescovo e collezionista d'arte italiano, intelligente mecenate e patrono degli artisti. Le sue collezioni possono essere ammirate a Palazzo Spada, a Roma.

## Biografia
Figlio di secondo letto del tesoriere di Romagna (tra il 1560 e il 1564) Paolo Spada e di Daria Albicini da Forlì, fu precocemente indirizzato dal padre alla carriera ecclesiastica, come anche il fratello, Virgilio Spada (1596-1662), nella Congregazione dell'Oratorio. Suoi nipoti furono i cardinali Giambattista Spada e Fabrizio Spada, nonché Sigismondo Spada (1622-1675), prelato papale.
Appena ordinato sacerdote, Bernardino Spada fu nominato nunzio apostolico alla corte di Francia, nel dicembre 1623, e in funzione di questo incarico fu ordinato arcivescovo di Damiata.
Elevato cardinale il 19 gennaio 1626 con il titolo di Santo Stefano al Monte Celio, operò nella Curia Romana. Fu in seguito nominato vescovo di Albano, Frascati, Sabina e Palestrina.
Nel 1627, per nomina di papa Urbano VIII, divenne il primo Prefetto dei Confini. Nello stesso anno fu nominato legato di Bologna. Tornò a Roma nel 1631, per ricoprire importanti incarichi nella Curia romana.
Nel 1632 acquistò per 32.000 scudi il Palazzo Capodiferro che da allora prese il nome di Palazzo Spada. Il cardinale commissionò lavori a Francesco Borromini, che modificò la facciata e creò la famosa galleria prospettica.
Nel 1643 durante la guerra tra il Papato e il Ducato di Parma si adoperò in qualità di negoziatore per trattare la pace insieme a suo fratello Virgilio. Successivamente venne eletto vescovo di Albano, Frascati, della Sabina e di Palestrina.
Morì a Roma nel 1661 e fu sepolto nella tomba di famiglia nella chiesa di San Girolamo della Carità.

## Genealogia episcopale e successione apostolica
La genealogia episcopale è:
- Arcivescovo Filippo Archinto
- Papa Pio IV
- Cardinale Giovanni Antonio Serbelloni
- Cardinale Carlo Borromeo
- Cardinale Gabriele Paleotti
- Cardinale Ludovico de Torres
- Cardinale Guido Bentivoglio
- Cardinale Bernardino Spada

La successione apostolica è:
- Vescovo Richard Smith (1625)
- Vescovo Timoteo Pérez Vargas, O.C.D. (1632)
- Vescovo Giovanni Taddeo di Sant'Eliseo, O.C.D. (1632)
- Vescovo Vittore Capello, C.R.S. (1633)
- Vescovo Costantino de Rossi, C.R.S. (1634)
- Arcivescovo Diego Requeséns (1637)
- Vescovo Prospero Spinola (1637)
- Vescovo Attilio Orsini (1638)
- Vescovo Pietro Paolo Bonsi (1638)
- Vescovo Giovanni Francesco Gozzadini (1641)
- Vescovo Alessandro Rauli (1643)
- Vescovo Antonio Montecatini (1643)
- Vescovo Pier Francesco Filonardi (1646)
- Arcivescovo Carlo de' Vecchi (1648)
- Vescovo Francesco Maria Ghislieri (1649)
- Vescovo Pietro Paolo Russo (1649)
- Vescovo Christophe d'Autier de Sisgau, O.S.B. (1651)
- Vescovo Vincenzo Candiotti (1653)
- Vescovo Carlo Settala (1653)
- Arcivescovo Ludovico Alfonso de Los Cameros (1654)
- Vescovo Marco Antonio Pisanelli (1654)
- Vescovo Bernardino d'Aragona (1657)
- Vescovo Filippo Visconti, O.S.A. (1657)